# بيدرو أغوستينهو
بيدرو دومينغوس أغوستينيو (بالبرتغالية: *Pedro Domingos Agostinho*) هو لاعب كرة قدم أنغولي، من مواليد 30 يوليو 2000. يشغل مركز وسط ميدان، ويُلعب حاليًا في صفوف نادي بترو إتليتيكو ضمن الدوري الأنغولي الممتاز.

## المسيرة
بدأ أغوستينيو مشواره الكروي في الفئات العمرية بأحد الأندية المحلية في أنغولا، قبل أن ينضم إلى نادي بترو إتليتيكو، أحد أبرز أندية البلاد. يُعرف بقدراته في التمرير والرؤية الميدانية، ويُعتبر من اللاعبين الواعدين في مركز الوسط.

## إحصائيات المسيرة

### النادي
| النادي        | الموسم                      | الدوري              | الدوري  | الدوري | الكأس   | الكأس | القارات | القارات | أخرى    | أخرى  | المجموع | المجموع |
| النادي        | الموسم                      | الدرجة              | مباريات | أهداف  | مباريات | أهداف | مباريات | أهداف   | مباريات | أهداف | مباريات | أهداف   |
| ------------- | --------------------------- | ------------------- | ------- | ------ | ------- | ----- | ------- | ------- | ------- | ----- | ------- | ------- |
| بترو إتليتيكو | دوري أنغولا الممتاز 2017    | دوري أنغولا الممتاز | 2       | 0      | 1       | 0     | –       | –       | 0       | 0     | 3       | 0       |
| بترو إتليتيكو | دوري أنغولا الممتاز 2018    | دوري أنغولا الممتاز | 9       | 0      | 0       | 0     | 0       | 0       | 0       | 0     | 9       | 0       |
| بترو إتليتيكو | دوري أنغولا الممتاز 2018–19 | دوري أنغولا الممتاز | 3       | 0      | 0       | 0     | 1       | 0       | 0       | 0     | 4       | 0       |
| المجموع       | المجموع                     | المجموع             | 14      | 0      | 1       | 0     | 1       | 0       | 0       | 0     | 16      | 0       |

ملاحظات
1. ↑  مشاركات في كأس أنغولا
2. ↑  مشاركات في كأس الكونفيدرالية الأفريقية

### دوليًا
| المنتخب                 | السنة   | المباريات | الأهداف |
| ----------------------- | ------- | --------- | ------- |
| منتخب أنغولا لكرة القدم | 2018    | 2         | 0       |
| المجموع                 | المجموع | 2         | 0       |

## روابط خارجية
- بيدرو أغوستينهو على فرق كرة القدم الوطنية.كوم